# HSG-Plagiatsskandal
Als HSG-Plagiatsskandal bezeichnen Printmedien in der Schweiz den Vorwurf gegen einen an der Universität St. Gallen (HSG) tätigen Titularprofessor für Betriebswirtschaft, sowohl in seiner Doktorarbeit als auch seiner Habilitationsschrift gegen wissenschaftliche Standards verstossen zu haben (Plagiat).
Im Spätherbst/Winter 2022 berichteten mehrere Medien darüber, der Professor habe systematisch plagiiert. Nach und nach lieferten Recherchen des regionalen St. Galler Tagblattes Fakten und Zusammenhänge der Vorgänge an einem Institut der Universität St. Gallen an die Öffentlichkeit. Während die Universität erst alles abgestritten hatte, wurden weitere Hintergründe über Machenschaften am Institut enthüllt. Der Professor, der plagiiert haben soll, habe dutzende Abschlussarbeiten seiner Studierenden in seinem Namen als Erstautor publiziert. Ein zweiter Professor des Instituts habe Studierenden indirekt verboten, mit Medienschaffenden zu kommunizieren.

## Plagiate in wissenschaftlichen Arbeiten
Studierende fanden in den Beurteilungen ihrer wissenschaftlichen Arbeiten ihres Professors frappante Ähnlichkeiten und meldeten das Fehlverhalten. Nachforschungen der Studierenden brachten auch einen ersten Verdacht zu Tage, dass der Professor auch in seinen wissenschaftlichen Publikationen abgeschrieben haben soll.
Die Dissertation des Professors wurde an der Technischen Universität Darmstadt verfasst. Diese ermittelt seit Bekanntwerden der Vorwürfe gegen den Professor.
Die Universität St. Gallen leitete ebenfalls eine Untersuchung wegen der Plagiatsvorwürfe in der Habilitationsschrift ein. Diese wurde am 21. September 2012 dort eingereicht. Die Untersuchungskommission und ein externer Gutachter kamen zum Schluss, dass «kein wissenschaftliches Fehlverhalten» festgestellt werden konnte.

### Erste Medienberichte
Im Oktober 2022 publizierte die NZZ am Sonntag einen Artikel über einen Plagiatsverdacht bezüglich der Dissertation eines Professors. Der Salzburger Medienwissenschaftler und Plagiatsexperte Stefan Weber untersuchte die fragliche Doktorarbeit und fand mehrere plagiierte Passagen. Die Resultate der Untersuchung wurden vom Rechtsprofessor Gerhard Dannemann der Berliner Humboldt-Universität u. a. so begutachtet: «Diese Dissertation hätte niemals angenommen werden dürfen.»
Daraufhin liess das St. Galler Tagblatt die Habilitationsschrift des Professors ebenfalls untersuchen und begann eine umfangreiche Recherche. In einem ersten Artikel stellte die Zeitung fest: «Auch in der Habilitationsschrift wurde systematisch plagiiert.» Die Berichterstattung des St. Galler Tagblatts war die Initialzündung für eine breite Berichterstattung zum Plagiatsverdacht.

### Krisenkommunikation der Universität St. Gallen
Der Mediensprecher der Universität St. Gallen, Joachim Podak, antwortete auf die ersten Medienberichte und Anfragen, dass die Universität die Vorwürfe sehr ernst genommen habe und sich auf ein externes Gutachten verlassen habe. Ebenso stellte er in einer Interviewanfrage gegenüber TVO dar, dass der Plagiatsexperte Stefan Weber keine Plagiate gefunden habe. Auch der Rektor der Universität, Bernhard Ehrenzeller, hielt fest, dass an den dokumentierten Plagiatsfunden von Stefan Weber nichts dran sei. Anstatt sich persönlich den Fragen der Journalisten zu stellen, publizierte die Universität St. Gallen eine Medienmitteilung, die wie ein Interview daherkam. Experten kritisierten daraufhin die Krisenkommunikationsstrategie der Universitätsleitung.

## Studentische Arbeiten als Erstautor publiziert
Während der Recherchen des St. Galler Tagblatts erhärtete sich der Verdacht, dass der Professor dutzende Abschlussarbeiten seiner Studierenden als Erstautor publiziert haben soll. Erst aufgrund diverser Rechercheanfragen der Regionalzeitung kam das Vorgehen des Professors allmählich ans Licht: Er veröffentlichte wissenschaftliche Arbeiten seiner Studierenden unter seinem Namen und nutzte das Abhängigkeitsverhältnis zu seinen Gunsten aus. Dabei liess er die Originalarbeiten der Studierenden in der wissenschaftlichen Datenbank der Universität als «vertraulich» klassifizieren, damit sie nicht mehr öffentlich als Bachelor-, Master- und Doktorarbeiten erkennbar sind.
Die Universität St. Gallen hat eine Untersuchung angeordnet. Verschiedene Verlage prüfen juristische Massnahmen gegen den Professor.

## Drohungen gegen Studierende
Der Verantwortliche der plagiierten Habilitationsschrift des BWL-Professors, Professor Wolfgang Stölzle, stand zum Zeitpunkt des Erscheinens der ersten Artikel selber massiv in der Kritik. Gegen ihn liefen zu diesem Zeitpunkt mehrere Verfahren. Unter anderem wegen unklaren Geschäftsverhältnissen zwischen einer privaten Beratungsfirma und dem Institut an der Universität St. Gallen. Professor Stölzle liess über seinen Anwalt, Marcel Aebischer, Studierende anschreiben, welche den Anschein machten, der Anwalt vertrete die Universität St. Gallen und sein Institut. Der Anwalt versuchte die Studierenden davon abzuhalten mit Medienschaffenden in Kontakt zu treten und er verlangte von ihnen, dass sie jegliche noch ausstehende Berichterstattungen verhindern sollen.

## Freistellung und Entlassung von zwei Professoren
Am 16. Dezember 2022 entschieden Rektor Ehrenzeller und der zuständige Regierungsrat Stefan Kölliker, die beiden beschuldigten Professoren vorläufig freizustellen. Dies stellt einen Kulturwechsel an der Universität St. Gallen dar. Regierungsrat Kölliker sprach im Interview mit dem St. Galler Tagblatt von einem «Befreiungsschlag, um die Negativ-Spirale zu durchbrechen.» 
Die Universität sperrte den beiden fehlbaren Professoren alle elektronischen Zugänge und erliess ein Rayonverbot. Die Universitätsleitung erhöhte aus diesem Grund ihr Sicherheitsdispositiv und zog die Polizei bei. Gegen beide Professoren wurden neue Ermittlungen eingeleitet.
Die Freistellung von Professor Wolfgang Stölzle wurde nach einem Entscheid des Verwaltungsgerichts im Februar 2023 vom Regierungsrat und Präsidenten des Universitätsrats Stefan Kölliker widerrufen. Im Juni 2023 wurde ihm die Leitung seines Instituts per sofort von der Universität entzogen.
Im Januar 2024 wurden die beiden Professoren vom Universitätsrat entlassen.

## Rolle der Medien
Nach dem ersten Bericht über den möglichen Plagiatsfall an der Universität St. Gallen in der NZZ am Sonntag berichtete vor allem die Ostschweizer Regionalzeitung St. Galler Tagblatt umfangreich über die Vorfälle der Universität. Bei den Recherchen und Publikationen federführend war der St. Galler Reporter Raphael Rohner. Des Weiteren publizierte die Neue Zürcher Zeitung mehrere Artikel über die Vorfälle. Mehrere Kommentare namhafter Zeitungen der Schweiz und Deutschlands zeigten die internationale Ausstrahlung des Plagiatsskandals. Schliesslich titelte die Frankfurter Allgemeine Zeitung nach der Freistellung der beiden Professoren: «Plagiatsskandal erschüttert Schweizer Elite-Uni».
Am Freitag, 6. Januar 2023, entschied sich einer der freigestellten Professoren, Wolfgang Stölzle, ausgewählten Medienschaffenden seine Sicht der Dinge zu erzählen: In einer Medienorientierung für fünf ausgewählte Journalisten der NZZ, von SRF und dem Nebelspalter, betonte er erstmals seine Unschuld. Weitere Medienschaffende wurden von der Orientierung ausgeschlossen. Stölzle betonte, dass er sich keiner Schuld bewusst sei. Wolfgang Stölzle schrieb in der plagiierten Habilitationsschrift ein Geleitwort und war Co-Autor eines Kapitels in der Arbeit.